# Judy Geeson
Judith Amanda Geeson, coneguda com a Judy Geeson (Arundel, Sussex, Anglaterra, 10 de setembre de 1948), és una actriu anglesa de cinema i televisió. Ha vingut desenvolupant la seva carrera des de la dècada de 1960 fins a l'actualitat. Els afeccionats al cinema de terror la recorden gràcies a alguns clàssics menors com El estrangulador de Rillington Place de Richard Fleischer i Happened at Nightmare Inn d'Eugenio Martín. Des de mitjans dels 80 resideix a 
Los Angeles, Califòrnia i té la ciutadania nord-americana.

## Biografia
Geeson va néixer a Sussex, en el sud-est d'Anglaterra, en el si d'una família de classe mitjana a Arundel, Sussex, Anglaterra.
El seu pare era editor de la revista National Coal Board.
La seva germana, Sally Geeson, també es dedicaria a l'actuació, i fou coneguda sobretot pels seus papers en comèdia de situació en la televisió 
britànica, durant la dècada de 1970. Judy Geeson va assistir a una acadèmia teatral, Corona Stage Academy, i debutà en el mitjà teatral el 1957.
Les primera aparició important de Geeson al cinema va arribar el 1967 amb Rebel·lió a les aules, del realitzador i escriptor James Clavell, acompanyant Sidney Poitier i la cantant pop Lulu; en aquest mateix any, va aparèixer en la comèdia Here We Go Round the Mulberry Bush. L'any següent, va actuar en Berserk!, al costat de la mítica actriu Joan Crawford. Altres pel·lícules destacables en la seva filmografia són Prudence and the Pill (1968), Three Into Two Won't Go (1969), L'estrangulador de Rillington Place (1970), Doomwatch (1972), Brannigan (1975), film policíac protagonitzat al costat de John Wayne, amb qui ella va gaudir treballant o Ha arribat l'àguila (1976). Geeson va aparèixer en nombroses pel·lícules de terror durant les dècades de 1970 i 1980, com It Happened at Nightmare Inn, dirigida per Eugenio Martín el 1973, en la qual va interpretar una turista anglesa que s'enfrontava a dues malvades germanes que dirigien una pensió, interpretades per Aurora Baptista i Esperanza Roy; Dominique (1978) o Inseminoid (1981). Geeson va tornar al gènere del terror amb The Lords of Salem (2012), dirigida per Rob Zombie. Aquesta pel·lícula va suposar la tornada a l'actuació de Geeson després d'una absència de nou anys. El 2015, va tornar a col·laborar amb Zombie en la pel·lícula 31.
Geeson va començar a adquirir popularitat gràcies a un paper regular en la sèrie de la BBC The Newcomers. Tindria un paper més destacat en la sèrie dramàtica dels 70 Poldark, com a Caroline Penvenen Enys. En la sèrie de TV Danger UXB, va interpretar el principal paper femení, Susan Mount, en oposició al d'Anthony Andrews. També va fer el paper protagonista de Fulvia en la sèrie de ciència-ficció Star Maidens. El 1984, Geeson va abandonar Londres per establir-se a Los Angeles, Califòrnia, on va decidir romandre. Entre altres papers, va aparèixer regularment en la comèdia americana Mad About You com la desagradable veïna Maggie Conway. També va interpretar el paper de Sandrine en la sèrie "Star Trek: Voyager", en els episodis Twisted i The Cloud. En la dècada de 1980, va fer papers d'estrella convidada en algunes sèries populars com S'ha escrit un crim, L'equip A o MacGyver.
Havent estant interessada des de sempre en les antiguitats, Geeson en va dirigir un negoci especialitzat, Blanche & Co, al West 3rd Street a Beverly Hills, al mateix temps que seguia interpretant papers de manera ocasional. Després de deu anys de funcionament, la botiga va tancar al desembre de 2009.

## Vida personal
En la dècada de 1970, Geeson va viure amb el dissenyador artístic Sean Kenny, fins a la seva mort, el 1973. Va viure després al costat de l'actor Barry Evans, que prèviament havia protagonitzat amb Geeson Here We Go Round the Mulberry Bush. Geeson va estar casada amb el també actor Kristoffer Tabori, des de 1985 fins al seu divorci, el 1989.
El 1980, al costat dels seus companys actors Jenny Agutter, Ian McKellen, Timothy Dalton i Olivia Hussey, es va oferir de voluntària per ensenyar a nens a Watts, Los Angeles, sobre Shakespeare.

## Filmografia

### Cinema
- Wings of Mystery (1963) com a Jane
- Here We Go Round the Mulberry Bush (1967) com a Mary Gloucester
- Rebel·lió a les aules (To Sir, with love) (1967) com a Pamela Dare
- Berserk! (1968) com a Angela Rivers
- Prudence and the Pill (1968) com a Geraldine Hardcastle
- Hammerhead (1968) com a Sue Trenton
- Three Into Two Won't Go (1969) com a Ella Patterson
- Two Gentlemen Sharing (1969) com a Jane
- L'executor (The Executioner) (1970) com a Polly Bendel
- Goodbye Gemini (1970) com a Jacki
- One of Those Things (1970; pel·lícula danesa, dirigida per Eric Balling)
- L'estrangulador de Rillington Place (10 Rillington Place, 1970) com a Beryl Evans[4]
- Hændeligt uheld (1971) com a Susanne Strauss
- Doomwatch (1972) com a Victoria Brown
- Fear in the Night (1972) com a Peggy Heller
- It Happened at Nightmare Inn (1973) com a  Laura Barkley
- Percy's Progress (1974) com a Dr. Fairweather
- Brannigan (1975) com a detectiva sergenta Jennifer Thatcher
- Adventures of a Taxi Driver (1976) com a Nikki
- Short Ends (1976) com a Claudine
- Carry On England (1976) com a sergenta Tilly Willing
- The Eagle Has Landed (1976) com a Pamela
- Dominique (1978) com a Marjorie Craven
- Towards the Morning (1980)
- Inseminoid (1981) com a Sandy
- The Plague Dogs (1982; veu) com a Pekingese
- The Price of Life (1987) com a Anthea
- Young Goodman Brown (1993) com a  Bridget Bishop
- The Duke (1999) com a Lady Fautblossom
- Everything Put Together (2000) com la mare d'Angie
- Spanish Fly (2003) com a Miss Anglaterra
- The Lords of Salem (2012) com a Lacy Doyle
- 31 (2015) com a Sister Dragon

### Televisió
- Malatesta (1964) com a Vanella
- The Newcomers (1965)
- Danger Man (1965)
- Man in a Suitcase (1966) com a Sue Mandel
- Who Killed the Mysterious Mr. Foster? (1971) com a Jody Kenyon
- Lady Windermere's Fan (1972, pel·lícula per a TV, part de la sèrie de la BBC Play of the Month) com a Lady Windermere
- A Room with a View (1973) com a Lucy Honeychurch
- The Skin Game (1974)
- Space: 1999 (1975) com a Regina Kesslann
- Poldark (1975–77) com a Caroline Enys
- Diagnose: Murder (1975) com a Helen
- Night is the Time for Killing (1975) com a Helen Marlow
- Star Maidens (1976) com a Fulvia
- Return of the Saint (1978)
- Danger UXB (1979) com a Susan Mount
- Breakaway (1980) com a Becky Royce
- Murder, She Wrote (1985, 1986)
- The A-Team (1986)
- Hotel (1986)
- MacGyver (1988, 1989)
- The Secret Life of Kathy McCormick (1988) com a Babs
- Mad About You (1992–99)
- Star Trek: Voyager (1995)
- To Sir, With Love II (1996) com a Pamela Dare
- Houdini (1998) com a Lady Doyle
- NewsRadio (1998)
- Alien Fury: Countdown to Invasion (2000; veu) com a Alien
- Touched by an Angel (2000)
- Charmed (2000)
- Gilmore Girls (2001, 2002)